# Hüttchen (Odenthal)
Hüttchen ist ein Ortsteil der Gemeinde Odenthal.

## Lage und Beschreibung
Benachbarte Orte sind Bömerich, Bömerichermühle, Feld, Schickberg, Grimberg, Schmeisig, Unterbreidbach, Eichholz und Neschen. Hüttchen gehört zu den Ortschaften, die man mit der Sammelbezeichnung Oberodenthal zusammenfasst. Er liegt an der Landesstraße 310 von Altenberg nach Bechen oberhalb der Großen Dhünntalsperre.

## Geschichte
Die Topographische Aufnahme der Rheinlande von 1824 verzeichnet den Ort als Hüttchen, die Preußische Uraufnahme von 1844 als Hüttgen. 1846 gehörte Hüttchen unter dem Namen Hüttgen der Bürgermeisterei Odenthal an. Der laut dem Verzeichnis sämmtlicher Ortschaften des Regierungs-Bezirks Cölns als Zwei Häuser kategorisierte Ort besaß zu dieser Zeit zwei Wohnhäuser mit 20 Einwohnern, allesamt katholischen Glaubens.
Im Gemeindelexikon für die Provinz Rheinland werden 1885 zwei Wohnhäuser mit neun Einwohnern angegeben. 1895 besitzt der Ort vier Wohnhäuser mit 14 Einwohnern, 1905 drei Wohnhäuser und 15 Einwohner.

## Grillhütte
Die Gemeinde Odenthal hat für Kindergeburtstage, Familienfeiern, Wanderausflüge usw. eine öffentlich verfügbare Grillhütte in Hüttchen aufgestellt. Die Nähe zur Dhünntalsperre ermöglicht viele Wandermöglichkeiten.